# 海岸山脈 (北美)
海岸山脈（Coast Mountains）位於北美西部，是太平洋海岸山脈的主要部分,其範圍北起育空地方西南部，經阿拉斯加狹地後抵達不列顛哥倫比亞海岸。海岸山脈長1,600（990英里），平均寬度300（190英里）。海岸山脈也是環太平洋火山帶的一部分。不列顛哥倫比亞省的最高峰沃丁頓山也是海岸山脈的最高峰。